# Giovanni Francesco Mocenigo

Stemma Mocenigo

Giovanni Francesco Mocenigo (Venezia, 5 luglio 1558 – Venezia, 6 aprile 1607) è stato un politico italiano.

## Biografia
Seguace di Giordano Bruno, invitò il filosofo, allora a Francoforte, a vivere a Venezia con lui. Bruno accettò e fu accolto da Mocenigo nel 1591. Volendo Bruno tornare in Germania per stampare le proprie opere e non riuscendo più Mocenigo a trattenerlo, fu fortemente osteggiato dal nobile, che nel maggio del 1592 lo additò come eretico al tribunale dell'Inquisizione.